# 원응상
원응상(元應常, 1869년 8월 20일 ~ 1958년 8월 20일)은 조선 말기, 대한제국과 일제강점기, 미군정기의 관료이며 조선총독부 중추원 참의도 지냈다. 원은상, 원훈상, 원덕상의 친형이며 원의상은 그의 일족이다. 본관은 원주이고 호는 범석(凡石)이다. 1907년 일본의 재무회계학 개설서를 정리, 한글로 소개한 《재정학 (財政學)》을 집필하였다.
1895년(고종 32년) 관비유학생으로 일본에 건너가 게이오 의숙 보통과와 이재과, 도쿄 법학원의 법과에서 수학했다. 1900년 귀국, 탁지부 주사에 임용되고 이후 중추원 의관, 외부 번역관보(飜譯官補), 외부 참서관, 의정부 참서관, 탁지부 사세국 국장 등을 역임했다. 1910년(융희 4년) 한일합병 이후 전라남도 참여관이 되었고, 1918년 강원도지사로 승진, 1921년 전라남도지사가 되었다가 1924년 중추원 참의로 전직되었다.

## 생애

### 초기 활동
1869년 8월 20일 충청남도 아산군 배방면 중리에서 원세형(元世亨)의 아들로 출생하였다. 그의 가계는 고려 중기에 우시랑을 지낸 시중공 원익겸의 24대 손이고, 조선 효종 때의 정승 원두표(元斗杓)의 9대손이었다.
어려서 한학을 수학하다가, 아버지 원세형이 선공감감역 등의 관직을 역임하면서 한성부로 이주, 한성부 서서 창동으로 이주했다가 한성부 북서면 대안동 42통 4호로 본적을 옮겼다. 충청북도 참여관을 지낸 원은상, 중추원 참의를 지낸 원덕상, 군수를 지낸 원훈상 등은 모두 그의 동생들이었다.
1895년 9월에 관비유학생의 한 사람으로 뽑혀 도일했다. 도쿄의 게이오의숙 보통과를 졸업하고 게이오의숙 이재과로 진학하여 세무관리국사무, 일본은행 사무, 각종 부기학 등을 수학했다. 1896년 12월 게이오 의훅 졸업 후 일본 대장성 견습생활을 하며 야간반으로 도쿄 법학원 법과에서 수학하며 법학을 배우고, 제도를 공부했다. 일본은행에서 실무견습을 거친 뒤 1900년 7월에 귀국했다.

### 관료 생활

#### 대한제국기 활동
1902년(광무 5년) 탁지부 주사에 임명되어 근무하다가 4개월만에 사직하였다. 이후 1902년부터 탁지부와 대한제국 중추원의 관직에 임명되었으나 오래 근무하지는 않았다. 1935년에 출간된 《조선공로자명감》 에는 이상을 꺾고 싶지 않았기 때문에 관직을 버린 것으로 적혀 있다.
1903년에 다시 외부 번역관으로 관직에 오른 뒤, 1903년 12월 중추원 의관에 선임되었으나 바로 사직했다. 이후 1904년 7월 외부 참서관, 1906년 1월 의정부 참서관을 거쳐 1907년 6월에는 탁지부 사세국장과 수도국장을 지냈다. 1905년 6월 2일에는 러일전쟁에서 일본이 승리하자 다른 관료들과 함께 시강원을 통해 일본에 축하 편지를 보냈다. 1905년 12월 26일에는 경상북도 암행 시찰을 다녀와, 대구부에서 행패를 부리는 일본인을 적발하여 처벌할 것을 상주하였다.
1908년 5월 대한학회 찬성회의 창립발기에 참여했다. 1908년 1월 탁지부 사계국장(司計局長)에 임명되고, 사계국장으로서 국유삼림산야처분심사회 위원을 겸임했다.
1908년 문관전고소(文官銓考所) 위원을 역임하였다. 1910년 6월 칙임관 2등으로 승급되고 그해 10월 한일 병합 조약 체결 당시 원응상의 품계는 종2품이었다. 이 기간 중 보성전문학교의 경제학 강사를 맡았으며, 《재정학》, 《경제학》과 같은 경제학 교재도 집필하여 서구 경제학을 도입하는 데 큰 역할을 했다.

#### 일제 강점기 활동
한일 병합으로 조선총독부 체제가 출범한 뒤 곧바로 전라남도 참여관으로 발탁되었다. 1918년에는 강원도 지사, 1921년에는 전라남도 지사로 승진하였다. 원응상이 전남지사를 맡고 있을 때 암태도 소작쟁의가 발생하여 이 사건의 주무 관료였다. 1910년 10월 전라남도 참여관에 임명되어 1918년 9월까지 재직했다. 1912년 8월 한국병합기념장을 받았다. 1914년부터 1918년까지 전라남도 지방토지조사위원회 임시위원을 맡아 조선총독부의 토지 조사, 정리 사업에 참여하였다. 1915년 11월 일본에 방문하지는 않았으나 다이쇼 천황 즉위기념대례기념장을 받았다. 1918년 9월 강원도 도장관으로 승진했으며, 1919년 8월 지방관제 개정으로 강원도지사로 직책이 바뀌면서, 다시 유임되었다. 1920년 8월 훈4등 서보장을 받았다. 1921년 8월 전라남도 지사로 발령받았다.
전라남도지사로 재직할 때 전남 유림의 친일화를 목적으로 결성된 전라남도유도창명회의 설립을 적극적으로 지원했다. 1923년에 중국 출장을 다녀온 뒤 잡지 창명에 "지나 시찰담"을 게재했다. 1924년 조선경찰협회 전라남도지부장을 겸임했다. 1924년 12월에 전남지사를 마지막으로 퇴관하여 중추원 참의에 올랐다. 1926년부터 '아세아 민족의 결합, 내선 융화, 사상 선도'를 목적으로 한 동민회(同民會)의 평의원으로 활동했다.

### 생애 후반

#### 퇴관 이후
1928년 9월 교토에서 열린 쇼와 천황 즉위식에 초청받아 참석하고, 11월 쇼와 천황 즉위기념 대례장을 받았다. 그 해 10월 조선박람회협찬회 상담역, 1929년 5월 조선박람회 평의원을 지냈다. 1930년 12월 수양단 조선연합본부 찬조원을 맡았다.
1933년 2월 우가키 가즈시게 조선총독의 특명을 받아 '중추원 참의 위문단' 대표단의 일원으로 선발되어 만주에 파견되어 만주에 파견중인 일본군을 위문하고 재만 조선인의 생활 상황과 전선의 자력갱생운동 실정을 시찰하고 돌아왔다. 1933년 7월 중추원 시정연구회의 경제부 주사위원에 선출되었다. 중추원 참의이던 1933년을 기준으로 정4위 훈3등에 서위되어 있었다. 《조선공로자명감》은 원응상을 광풍제월의 인품을 소유한 인물로 평가하면서, “씨가 반도통치에 진췌한 공적은 심대하였다.”라고 적었다.
1936년 10월 조선산업조사위원회 위원에 선임되었다. 한편, 1909년에 이토 히로부미가 피살되었을 때 공식 추도회를 주도한 관민추도회에 참여하였고, 동민회에도 가담하는 등 여러 친일단체에서 활동하였다. 1938년에 중일 전쟁과 관련하여 조선방공협회가 창립되자 경기도연합지부 평의원을 맡기도 했다. 이후 공산주의 사상 박멸을 목표로 활동하는 조선방공협회에 적극 활동하였다. 1939년 11월 조선유도연합회 평의원으로 활동하였다. 해방 후에는 전라남도지사 고문을 맡았다가 임시로 부지사를 맡아보기도 했다.

#### 최후
1949년에 반민족행위처벌법에 따라 반민특위가 활동을 개시하였을 때 80대의 고령으로 생존해 있었다. 이에 따라 반민특위에 체포 또는 소환된 기록은 확인되나, 구체적인 처리 내용은 알 수 없고 반민특위가 해체되어 처벌도 받지 않았다. 1958년 8월 20일에 사망하였다.

### 사후
2002년 발표된 친일파 708인 명단 중 중추원, 도지사, 도 참여관의 3개 부문에 중복 수록되었고, 2008년 민족문제연구소가 정리한 친일인명사전 수록예정자 명단 중 중추원과 관료 부문에 포함되었다. 민족문제연구소의 명단에는 도쿄 유학생 출신으로 총독부 군수를 지낸 동생 원은상, 원훈상 등도 함께 들어 있다. 2009년 친일반민족행위진상규명위원회가 발표한 친일반민족행위 705인 명단에도 포함되었다.

## 저서
- 《재정학 (財政學)》

## 가족 관계
- 아버지 : 원세형(元世亨, 1849년 ~ ?)
  - 동생 : 원은상(元殷常, 1874년 2월 27일 ~ ?)
  - 동생 : 원덕상(元悳常, 일본식 이름: 元村肇, 1883년 11월 7일 ~ 1961년 3월 15일)
  - 동생 : 원훈상(元勛常, 일본식 이름: 元村重盛, 1881년 ~ ?)

## 같이 보기
- 조선총독부 중추원

## 참고 자료
- 원응상(元應常) - 한국학중앙연구원
- 원응상(元應常) - 국사편찬위원회